# Charles Regnier

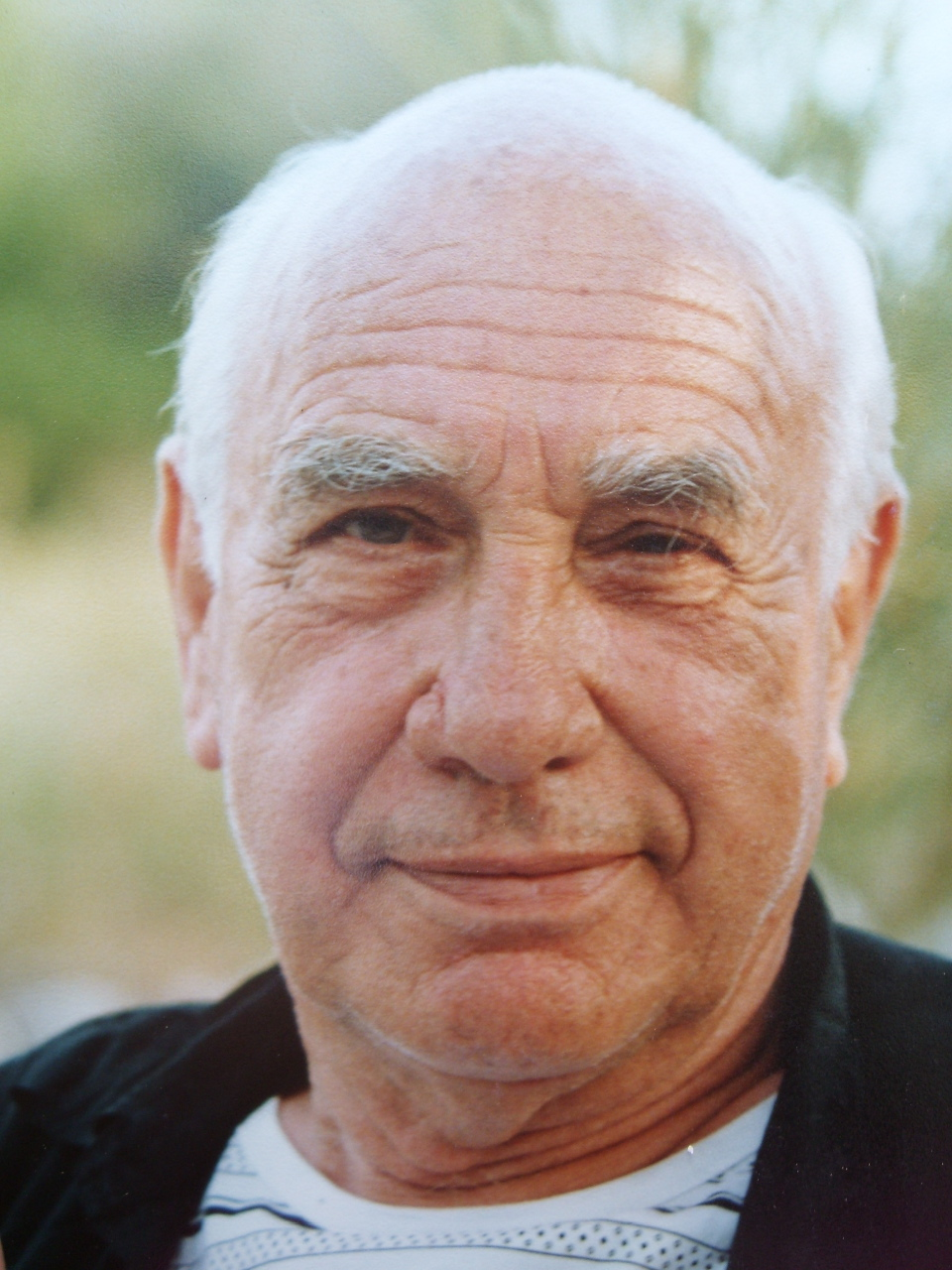
Charles Regnier, 1998

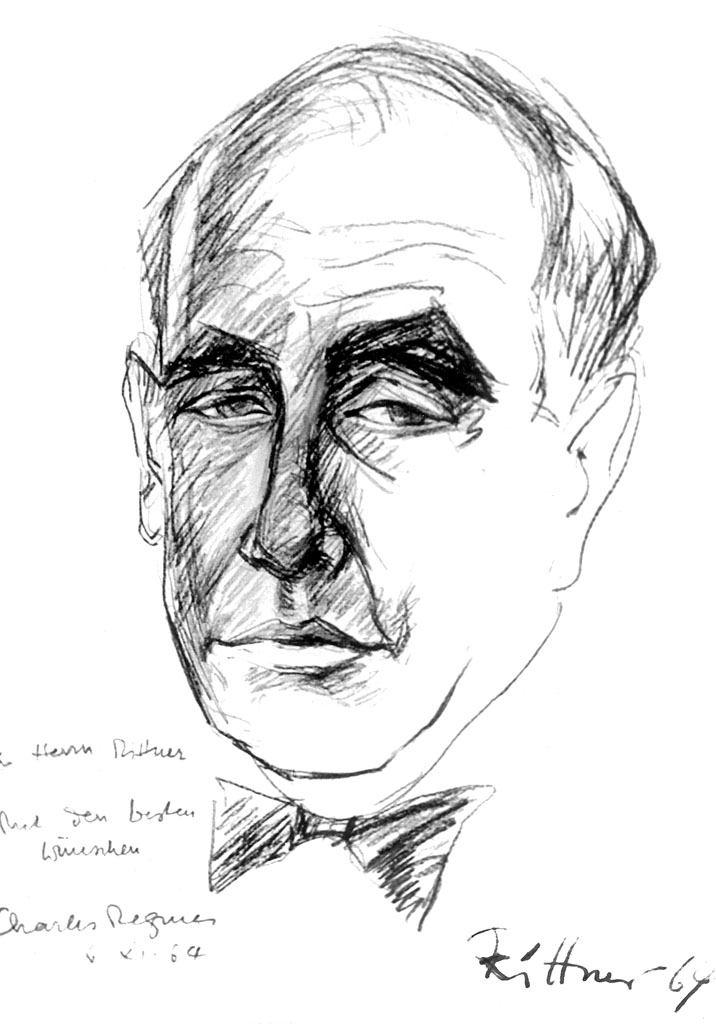
Charles Regnier,
Zeichnung von Günter Rittner, 1964

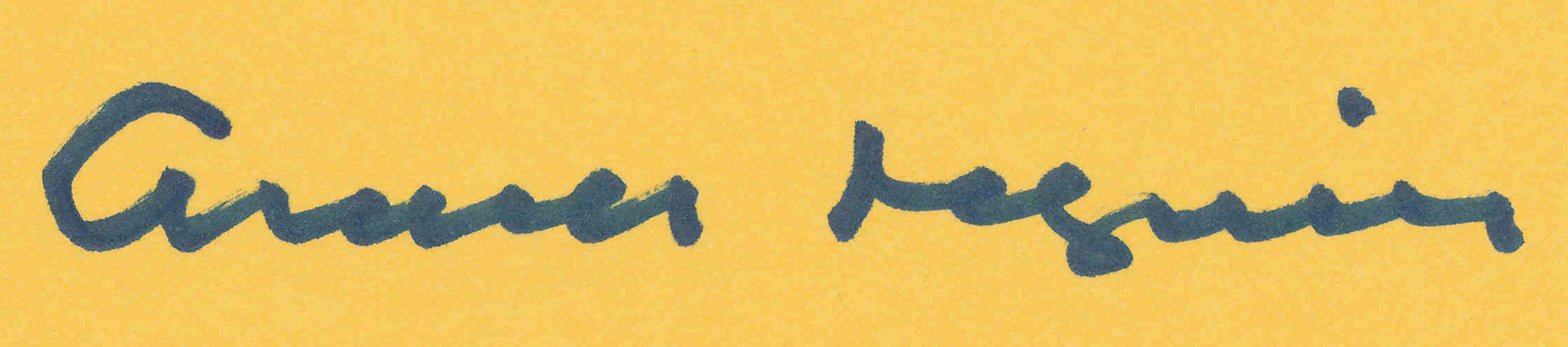
Autogramm von Charles Regnier

Karl Friedrich Anton Hermann „Charles“ Regnier  (* 22. Juli 1914 in Freiburg im Breisgau; † 13. September 2001 in Bad Wiessee) war ein deutscher Schauspieler, Theaterregisseur, Hörspielsprecher und Übersetzer. Einige Quellen nennen unzutreffenderweise 1915 als Regniers Geburtsjahr. In den 1950er und 1960er Jahren war er einer der meistbeschäftigten deutschen Theater- und Filmschauspieler. Seine eigenwillige dezidiert intellektuelle Spielweise und sein zuweilen leicht spöttisches kühl-distanziertes Auftreten wurden zu seinen Markenzeichen und machten ihn zu einem gefragten Charakterdarsteller.

## Leben und Wirken
Seinen französischen Namen verdankte Regnier seinem Großvater, einem gebürtigen Elsässer. Charles kam als erstes Kind des Ehepaares Anton Karl Regnier und Emile (Milly) Maria Friederike Harrer in Freiburg im Breisgau zur Welt. Der Vater war Praktischer Arzt, weshalb Regnier zunächst selbst Arzt werden wollte. Sein Traum war es, wie sein Kindheitsidol Albert Schweitzer um die Welt zu reisen und Menschen zu helfen.
Regnier wuchs in Straßburg und Badenweiler auf, wo die Großeltern mütterlicherseits das Hotel „Schloss Hausbaden“ besaßen. Nach dem Suizid des Vaters 1924 zog die Mutter mit den vier Söhnen zunächst nach Heidelberg, anschließend nach Montreux an den Genfersee. Als die Mutter 1929 an Tuberkulose erkrankte, beschloss die Familie, nach Davos zu ziehen. In dem Schweizer Luftkurort machte Regnier Bekanntschaft mit einer Reihe berühmter Persönlichkeiten, darunter der Schriftsteller Alfred Henschke alias „Klabund“, der sein Interesse an Literatur und Theater weckte. Zusammen mit seinen Brüdern führte Regnier im privaten Wohnzimmer Klabunds Komödie XYZ – Spiel zu Dreien auf. Seine erste schauspielerische Darbietung war die darin enthaltene Hauptrolle der Comtesse Y. „Als Schauspieler hatte ich seither nie wieder die Gelegenheit, als Dame aufzutreten, oft aber zu zeigen, wie man als Dame auftritt“, schrieb Regnier später in seinen Erinnerungen.
Der frühe Tod des Vaters brachte es mit sich, dass die Familie verarmte. Nach mehreren Umzügen beschloss die Mutter, mit den Söhnen 1930 nach Berlin umzusiedeln. Hier lernte Regnier den Schriftsteller Ernst Blass kennen, der fast vollständig erblindet war. Regelmäßig besuchte er ihn, um ihm vorzulesen. Blass hatte einen intellektuell und künstlerisch prägenden Einfluss auf Regnier. Trotz größter Armut gelang es Regnier, gelegentlich Schauspielunterricht zu nehmen. Wenig später (vermutlich 1932) spielte er eine erste Filmrolle in dem Schmalfilm La lettre, den er mit Freunden in Prag drehte. Der Film erzählt die rührende Geschichte eines Arbeitslosen, der in der Lotterie zwar einen Hauptgewinn erzielt, aber seinen Losschein verliert.
Im Jahr 1933 wollte Regnier endlich eine staatliche Schauspielschule besuchen. Doch er fiel mehrmals durch die Prüfungen bei der Reichstheaterkammer. 1934 wurde Regnier verhaftet und wegen des Vorwurfes der Homosexualität im KZ Lichtenburg, einem der ersten deutschen Konzentrationslager, interniert. Nach neun Monaten entließ man ihn, nachdem er – wie viele andere Häftlinge – hatte unterschreiben müssen, nichts über die Geschehnisse im KZ zu berichten. Traumatisiert durch die Gefangenschaft setzte sich Regnier nach Italien ab, wo er in Portofino einen Souvenirladen eröffnete. Da das Geschäft wenig einbrachte, kehrte Regnier nach Berlin zurück und beendete dort eine private Schauspielausbildung.
Das erste Engagement erhielt Regnier 1938 am Theater in Greifswald. Hier lernte er die Schauspielerin und Sängerin Pamela Wedekind kennen, die er am 21. Juni 1941 in Berlin heiratete. 1941 wurde Regnier von Otto Falckenberg ins Ensemble der Münchner Kammerspiele berufen, dem er bis 1958 angehörte. Ab 1946 war er auch als Schauspiellehrer an der neu gegründeten Otto-Falckenberg-Schule tätig.
Seine Laufbahn als Filmschauspieler begann 1949 mit der Rolle des Bertram in dem von Fritz Kortner geschriebenen und von Josef von Báky inszenierten Film Der Ruf. Aber auch als Theaterschauspieler arbeitete er unter den bedeutendsten Regisseuren seiner Zeit. 1951 spielte er den Riccaut de la Marlinière in Lessings Minna von Barnhelm (Regie: Fritz Kortner), 1952 in Friedrich Dürrenmatts Die Ehe des Herrn Mississippi (Regie: Hans Schweikart), 1953 in Ferdinand Raimunds Der Bauer als Millionär (Regie: Heinz Hilpert). Hoch gelobt war auch Regniers Darstellung des Atomphysikers Oppenheimer in Heinar Kipphardts Theaterstück In der Sache J. Robert Oppenheimer sowie der Auftritt in Peter Weiss’ Stück Die Verfolgung und Ermordung Jean Paul Marats…. In den beiden letztgenannten Rollen war Regnier auch im Fernsehen zu sehen, für das die Stücke 1964 bzw. 1967 verfilmt wurden.
Von 1961 bis 1962 war er Ensemblemitglied am Wiener Burgtheater. Dabei machte er keinen Unterschied zwischen „ernster“ Kunst und Unterhaltungskunst. „Meine Arbeiten müssen für das Publikum wirkungsvoll sein, erheiternd, kurz: angenehm“, erklärte er. Und so scheute Regnier auch nicht davor zurück, in Unterhaltungsfilmen unterschiedlicher Genres mitzuwirken. An der Seite von Gert Fröbe spielte er in Das Testament des Dr. Mabuse (1962), in der Edgar-Wallace-Verfilmung Der schwarze Abt (1963) neben Klaus Kinski. Gemeinsam mit Heinz Rühmann stand er in Die Ente klingelt um halb acht (1968) vor der Kamera.
Regnier drehte zeitweise mehr als zehn Filme pro Jahr und wirkte insgesamt in über 100 Kino- und Fernsehfilmen mit. Von 1973 bis 1975 hatte er im ZDF mit Mordkommission eine eigene Fernsehserie, in der er in über 26 Folgen den Hauptkommissar Georg Wieker spielte. In Radu Gabreas Film Ein Mann wie E.V.A. (1984) spielte er neben Eva Mattes, in Margarethe von Trottas Film Rosa Luxemburg (1985) an der Seite von Barbara Sukowa und in Cascadeur – Die Jagd nach dem Bernsteinzimmer (1998) war er neben Heiner Lauterbach auf der Leinwand zu sehen.

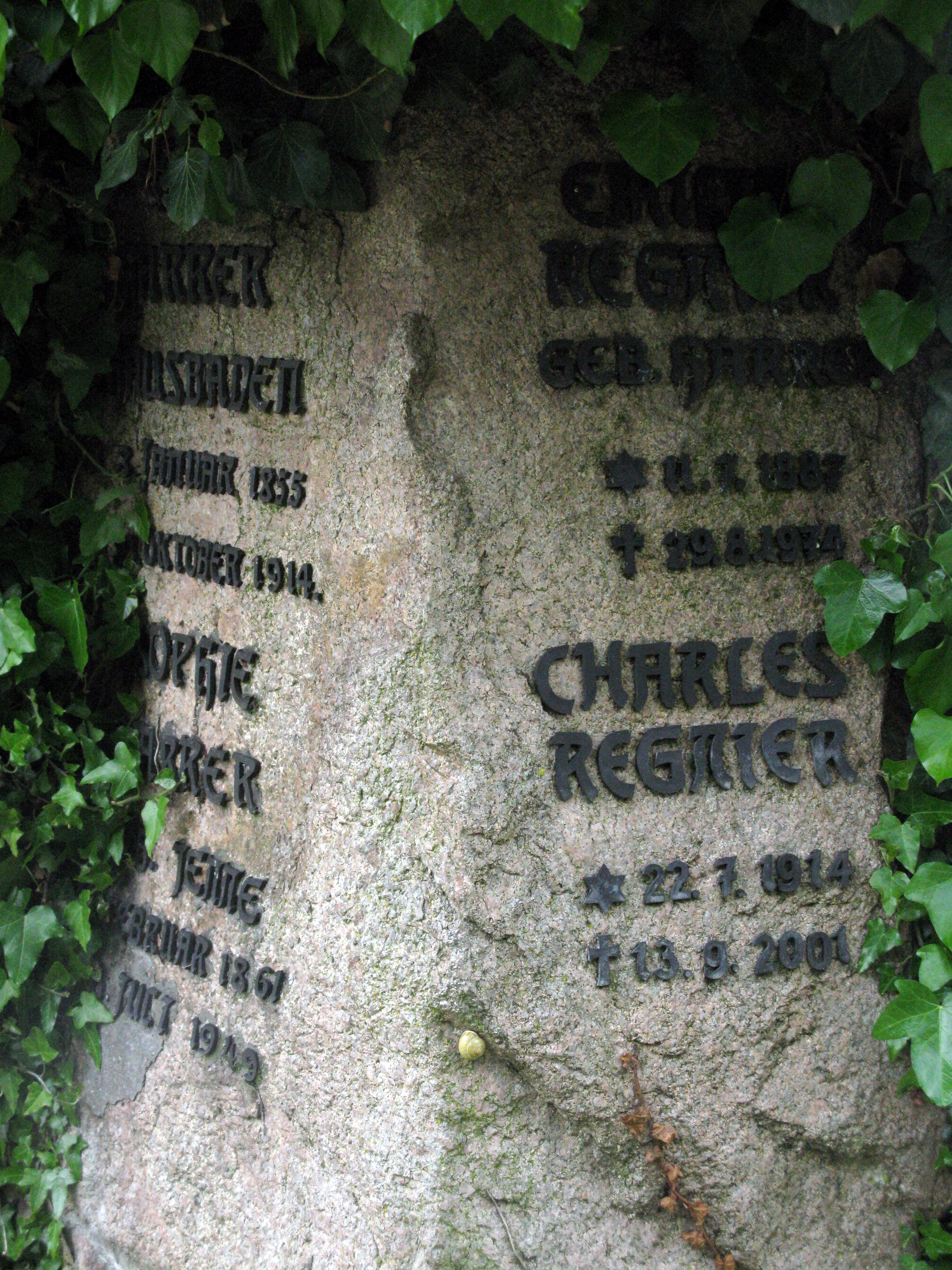
Das Grab von Charles Regnier

Darüber hinaus inszenierte Regnier Theaterstücke, schrieb Drehbücher und machte sich als Übersetzer einen Namen. Er übersetzte überwiegend französische Schriftsteller wie Georges Simenon, Jean Cocteau, François Mauriac und Sidonie Gabrielle Colette, aber auch britische Autoren wie William Somerset Maugham. Regnier war außerdem ein vielbeschäftigter Hörspielsprecher. Zu seinen bekanntesten Hörspielrollen gehörte Graf Dracula, den er in mehreren Folgen für das Schallplattenlabel Europa sprach, und die des „Ministers für Hasengesang“ in dem Kinder-Hörspiel Sängerkrieg der Heidehasen von James Krüss.
In den 1980 und 1990er Jahren konzentrierte sich Regnier auf das gehobene Boulevardtheater. Gemeinsam mit seiner zweiten Ehefrau, der Schauspielerin Sonja Ziemann, war Regnier bis ins hohe Alter regelmäßig auf Theatertourneen in Deutschland, Österreich und der Schweiz unterwegs. Noch mit über 80 Jahren tourte er mit seinem Soloprogramm „Charles Regnier liest Oscar Wilde“. In seiner letzten Bühnenrolle in dem Stück Endspurt von Peter Ustinov spielte er 1999 einen bettlägerigen rollstuhlfahrenden achtzigjährigen Schriftsteller, der die wichtigsten Ereignisse seines Lebens resümiert und dabei seinen Alter Egos aus früheren Zeiten begegnet. In Oskar Roehlers preisgekröntem Film Die Unberührbare (2000) absolvierte Regnier seinen letzten Kinoauftritt als gütiger Vater der Schriftstellerin Gisela Elsner.
Regnier lebte in Deutschland, Italien und der Schweiz. Am 13. September 2001 starb er nach einem Schlaganfall im Alter von 87 Jahren in Bad Wiessee. Er wurde auf dem Friedhof Badenweiler-Lipburg beigesetzt.
Sein schriftlicher Nachlass befindet sich im Archiv der Akademie der Künste in Berlin.

## Familie
Regnier hatte drei Brüder: Henri Regnier (1917–1988), der von 1962 bis 1982 Unterhaltungschef beim Norddeutschen Rundfunk war; Axel Regnier (1916–2006), ebenfalls Schauspieler sowie Produzent beim Bayerischen Rundfunk, und Georg Regnier (1923–1996).
Aus der ersten Ehe mit der Schauspielerin und Sängerin Pamela Wedekind, mit der Regnier von 1941 bis zu ihrem Tod 1986 verheiratet war, gingen drei Kinder hervor: Die Schauspielerin Carola Regnier (1943–2011), der Konzertgitarrist und Autor Anatol Regnier (* 1945) sowie die Geigerin Adriana Regnier (seit 1974 mit dem Musiklehrer und Flötensolisten Peter Schiffers verheiratet); die beiden Söhne aus dieser Ehe sind Stephan Schiffers, Filmregisseur und Drehbuchautor, und Heinrich Schiffers, Musiker und Filmkomponist.
Von 1989 bis zu seinem Tod 2001 war Regnier mit der Schauspielerin Sonja Ziemann verheiratet.

## Auszeichnungen
1955 wurde Regnier mit dem Deutschen Kritikerpreis des Verbandes der deutschen Kritiker ausgezeichnet. 1989 erhielt er im Rahmen der Verleihung des Deutschen Filmpreises das Filmband in Gold für langjähriges und hervorragendes Wirken im deutschen Film. Darüber hinaus war Regnier Träger des Bundesverdienstkreuzes.

## Zitate
Seine Bedeutung als Schauspieler beschrieb die Süddeutsche Zeitung in ihrem Nachruf vom 14. September 2001 folgendermaßen: 

„Charles Regnier hat das deutsche Theater geprägt wie wenige andere Akteure und dem deutschen Kino eine Kontinuität verschafft, die bislang kaum wahrgenommen wird.“

Der Schriftsteller und Journalist Christian Ferber schrieb über Regnier: 

„Intelligenz ist für einen Schauspieler nicht immer eine Himmelsgabe. Manch einem steht sie hinderlich im Weg. Es gibt nur wenige, bei denen sich Beweglichkeit des Geistes mit dem Segen eines großen Talents so mühelos und so glücklich verschmolzen hat wie bei Charles Regnier.“

Regnier selbst wird das Zitat zugeschrieben: 

„Wer seine Neigungen stutzt, schafft Triebe.“

## Filmografie
- 1949: Der Ruf
- 1949: Das Geheimnis der roten Katze
- 1950: Königskinder
- 1951: Die Tat des Anderen
- 1951: Entscheidung vor Morgengrauen (Decision Before Dawn)
- 1952: Ich heiße Niki
- 1952: Der große Zapfenstreich
- 1953: Straßenserenade
- 1953: Der Kaplan von San Lorenzo
- 1954: Sauerbruch – Das war mein Leben
- 1954: Canaris
- 1954: Konsul Strotthoff
- 1954: Clivia
- 1954: Rittmeister Wronski
- 1954: Die Hexe
- 1954: Die Stadt ist voller Geheimnisse
- 1954: Dieses Lied bleibt bei dir
- 1954: Ein Leben für Do
- 1954: Frauen um Richard Wagner (Magic Fire)
- 1955: Unternehmen Schlafsack
- 1955: Der Himmel ist nie ausverkauft
- 1955: Zwei blaue Augen
- 1955: San Salvatore
- 1955: Heldentum nach Ladenschluß
- 1955: Die Toteninsel
- 1955: Banditen der Autobahn
- 1955: Gestatten, mein Name ist Cox
- 1955: Das Forsthaus in Tirol
- 1955: Oase
- 1955: Alibi
- 1956: Beichtgeheimnis
- 1956: Ein Herz kehrt heim
- 1956: Kitty und die große Welt
- 1956: Anastasia, die letzte Zarentochter
- 1956: Heute heiratet mein Mann
- 1956: Banktresor 713
- 1957: Königin Luise
- 1957: Unter Palmen am blauen Meer
- 1957: El Hakim
- 1957: Das Abschiedssouper (TV, als Drehbuchautor & Regisseur)
- 1958: Die singenden Engel von Tirol (Sag ja, Mutti)
- 1958: Kriegsgericht
- 1958: Peter Voss, der Millionendieb
- 1958: Solange das Herz schlägt
- 1958: Grabenplatz 17
- 1958: Der Page vom Palast-Hotel
- 1958: Die schwarze Spinne
- 1958: Zeit zu leben und Zeit zu sterben (A Time to Love and a Time to Die)
- 1958: Taiga
- 1959: Die schöne Lügnerin
- 1959: Der Rest ist Schweigen
- 1959: Die Herrin der Welt
- 1959: Bei Anruf …Mord! (Fernsehfilm)
- 1959: Kriegsgericht
- 1959: Johanna aus Lothringen
- 1959: Die Reise (The Journey)
- 1960: Herrin der Welt
- 1960: Der Herr mit der schwarzen Melone
- 1960: Die Spur führt nach Caracas (Le Bal des espions)
- 1961: Affäre Nina B.
- 1961: Bankraub in der Rue Latour
- 1961: Wenn Männer Schlange stehen (Chikita)
- 1961: Die Ehe des Herrn Mississippi
- 1961: Geheime Wege (The Secret Ways)
- 1961: Ich kann nicht länger schweigen
- 1961: Julia, du bist zauberhaft
- 1962: Verrat auf Befehl (The Counterfeit Traitor)
- 1962: Das Testament des Dr. Mabuse
- 1962: Lulu
- 1962: Wenn beide schuldig werden
- 1963: Der Fluch der gelben Schlange
- 1963: Liebe will gelernt sein
- 1963: Flucht der weißen Hengste (Miracle of the White Stallions)
- 1963: Der schwarze Abt
- 1963: Ein Alibi zerbricht
- 1963: Der Unsichtbare
- 1963: Moral 63
- 1963: Das große Liebesspiel
- 1963: Heißes Pflaster (Peau de banane)
- 1963: Mein Onkel, der Gangster (Les tontons flingueurs)
- 1964: DM-Killer
- 1964: Sicher ist sicher (TV)
- 1964: Der Prozeß Carl von O. (TV)
- 1964: In der Sache J. Robert Oppenheimer (TV)
- 1964: Verdammt zur Sünde
- 1964: Angélique (Angélique, marquise des anges)
- 1965: Angélique, 2. Teil (Merveilleuse Angélique)
- 1965: Sherlock Holmes’ größter Fall (A Study in Terror)
- 1965: Berta Garlan (TV)
- 1965: Der Spion, der in die Hölle ging (Corrida pour un espion)
- 1965: Schüsse im 3/4 Takt
- 1965: Der Marquis – der Mann, der sich verkaufen wollte (El marques)
- 1966: Der Würger vom Tower
- 1966: Grieche sucht Griechin
- 1966: Angeklagt nach § 218 (Der Arzt stellt fest…)
- 1966: Die Haut des Anderen (Avec la peau des autres)
- 1966: Im Netz der goldenen Spinne (Missione speciale Lady Chaplin)
- 1966: Das Gesetz der Hölle (Run like a Thief)
- 1967: Die Verfolgung und Ermordung Jean Paul Marats… (TV)
- 1967: Liebesspiele
- 1967: Liebesgeschichten (TV-Serie)
- 1968: Die Ente klingelt um ½ 8
- 1968: Babeck (Dreiteiler, TV)
- 1970: Unter den Dächern von St. Pauli
- 1970: Ohrfeigen
- 1970: Mein Freund Harvey (TV)
- 1971: Die Nacht von Lissabon
- 1971: Preußen über alles... Bismarcks deutsche Einigung (TV, 2 Teile)
- 1971: Der Kommissar – Der Moormörder (Episode 29)
- 1971: Der Zeuge (TV)
- 1971: Kein Geldschrank geht von selber auf (TV)
- 1971: Das Messer (TV-Mehrteiler)
- 1972: Tod auf der Themse (TV)
- 1972: Der Stoff aus dem die Träume sind
- 1972: Der Kommissar – Ein Amoklauf (Episode 49)
- 1973: Der Kommissar – Rudek (Episode 55, als Regisseur)
- 1973: Der Kommissar – Das Komplott (Episode 57)
- 1973–1975: Mordkommission (26 Teile, TV-Serie)
- 1974: Der Steppenwolf
- 1975: Ein Mensch (TV)
- 1977: Das Schlangenei
- 1980: Fabian
- 1980: Der Alte – Mord nach Plan (TV-Serie)
- 1980: Der Galgensteiger (TV)
- 1982: Shalom Pharao
- 1982: Tod auf der Themse
- 1983: Die wilden Fünfziger
- 1983: Der Schnüffler
- 1984: Ein Mann wie E.V.A.
- 1985: Der Alte – Der Selbstmord (TV-Serie)
- 1985: Kir Royal, Teil 4 Adieu Claire als Butzi (TV-Serie)
- 1985: Napoleon – König der Köche (TV)
- 1986: Rosa Luxemburg
- 1988: Der Passagier – Welcome to Germany
- 1988: Jenseits von Blau
- 1990: Liebesgeschichten (TV-Serie)
- 1991–1994: Unsere Hagenbecks (TV-Serie)
- 1991: Stein und Bein – Erlebnisse eines Mieters (TV)
- 1993: Das Bild (TV)
- 1993: Liebe ist Privatsache (TV-Serie)
- 1994: Wie Pech und Schwefel (TV-Serie)
- 1995: Glück auf Kredit (TV)
- 1996: Angeschlagen (TV)
- 1998: Cascadeur – Die Jagd nach dem Bernsteinzimmer
- 2000: Die Unberührbare

## Theater (Auswahl)
- Hans Rehberg: Maria und Elisabeth
- Gotthold Ephraim Lessing: Minna von Barnhelm
- Heinrich von Kleist: Der Zerbrochene Krug
- Friedrich Dürrenmatt: Die Ehe des Herrn Mississippi
- Friedrich Dürrenmatt: Die Physiker
- Georg Büchner: Woyzeck
- Ferdinand Raimund: Der Bauer als Millionär
- Ferdinand Bruckner: Elisabeth von England
- Honoré de Balzac: Oberst Chabert
- Heinar Kipphardt: In der Sache J. Robert Oppenheimer
- William Douglas-Home: Handicap
- Peter Weiss: Die Verfolgung und Ermordung Jean Paul Marats...
- Jean Cocteau: Bacchus
- Carl Sternheim: 1913
- Yves Jamiaque: Möwen haben einen leichten Schlaf
- Françoise Dorin: Der Wendepunkt
- Robert Lamoureux: Adelaide
- Anthony Marriott u. a.: No Sex, please – we're British (1975)
- Yves Jamiaque: Das schwarze Schaf (1986)
- Pierre Barillet: Big Love (1988)
- Robert Lamoureux: Adelaide (1992)
- Lee Blessing: Ein Waldspaziergang (1993)
- Friedrich Dürrenmatt: Romulus der Große (1993) am Renaissance-Theater Berlin
- Pierre Barillet: Du bist ein Biest (1994)
- Israel Horowitz: Irgendwann im Leben (1996)
- Noël Coward: Duett im Zwielicht (1998)
- Gerd J. Pohl (nach Gebr. Grimm): Hänsel und Gretel (1999) (Figurenstück, als Erzähler)
- Peter Ustinov: Endspurt (1999)

## Hörspiele und Hörbücher (Auswahl)
- 1950: Kurd E. Heyne: Kasper Hauser
- 1952: Jean Cocteau: Bacchus
- 1954: Michael Brett: Dem Reißer entsprungen – Regie: Fritz Benscher (BR)
- 1956: Agatha Christie: Der Mord an Roger Ackroyd oder: Alibi – Regie: Wolfgang Schwade (Kriminalhörspiel – NDR)
- 1958: Ingeborg Bachmann: Der gute Gott von Manhattan
- 1958: James Krüss: Der Sängerkrieg der Heidehasen
- 1958: Fred Hoyle: Die schwarze Wolke (Parkinson) – Regie: Marcel Wall (Hörspielbearbeitung, Science-Fiction-Hörspiel – SWF)
- 1967: Diverse: Charles Régnier spricht Kipphardt, Miller, Shakespeare, Oscar Wilde u. a.
- 1970: Konrad Halver (nach Bram Stoker): Dracula – Jagd der Vampire
- 1970: Isaac Asimov: Falsch korrigiert
- 1976: Konrad Halver (nach Bram Stoker): Dracula – die Geschichte des berühmten Vampirs
- 1981: H. G. Francis (nach Bram Stoker): Gruselserie – Dracula – König der Vampire
- 1981: H. G. Francis: Gruselserie – Draculas Insel, Kerker des Grauens
- 1981: H. G. Francis (nach Robert Arthur): Die drei ??? und die silberne Spinne – Regie: Heikedine Körting (Europa)
- 1985: Friedhelm Werremeier: Trio unter Strom – (Hörspiel – WDR)